# Catasetum caucanum
Catasetum caucanum är en orkidéart som beskrevs av Rudolf Schlechter. Catasetum caucanum ingår i släktet Catasetum och familjen orkidéer.
Artens utbredningsområde är Colombia. Inga underarter finns listade i Catalogue of Life.